# Mariä Sieben Schmerzen (Schönau am Königssee)
Mariä Sieben Schmerzen ist die römisch-katholische Pfarrkirche der Pfarrei Unterstein im Ortsteil Unterschönau der Gemeinde Schönau am Königssee. Sie wurde 1932/33 nach  Plänen von Georg Buchner errichtet.

## Geschichte

### Vorgeschichte
Die Anfänge der Pfarrei Mariä Sieben Schmerzen zu Unterstein bzw. Pfarrei Unterstein setzt in der zweiten Hälfte des 17. Jahrhunderts eine Darstellung der Pietà, für die in Schönau eine hölzerne Kapelle „unterm Stain“ bzw. unter dem Hanauer Stein errichtet wurde – woher sich auch der Ortsname „Unterstein“ ableitet.
Ihr folgte im barocken Stil die Schornkapelle, die in unmittelbarer Nähe des Schornweihers (seit 1931: Schornbad) als kleines römisch-katholisches Gotteshaus unter der Regentschaft von Fürstpropst Michael Balthasar von Christalnigg 1761 oder 1762 erstmals geweiht und für die eine neue Pietà angeschafft wurde (die alte ist heute in der Wallfahrtskirche St. Bartholomä). Diese Weihe wurde jedoch aus nicht mehr nachvollziehbaren Gründen für ungültig erklärt, so dass die Kapelle unter Fürstpropst Joseph Konrad von Schroffenberg-Mös 1797 oder am 27. Juni 1798 erneut geweiht und zur Filialkirche der Pfarrei St. Andreas in Berchtesgaden erklärt wurde.
In der ersten Hälfte des 19. Jahrhunderts (1848) erwarb Graf Ludwig Arco von Zinneberg (1773–1854) das benachbarte Gelände mit dem Haus Hubertus. Um zu verhindern, dass die sonntäglichen Gottesdienstbesucher weiterhin wie bisher über sein Grundstück zur Kapelle gehen, ließ sein Sohn Maximilian von Arco-Zinneberg (1811–1885) am Zillnhäusl eine neue Kapelle bauen und erwarb im Gegenzug 1860 die Schornkapelle. Die neue Graf-Arco-Kirche wurde 1855–56 im neogotischen Stil von Salinenbaumeister Carl Lorentz erbaut und am 6. Juli 1860 von Erzbischof Gregor von Scherr  zu Ehren der Schmerzhaften Mutter konsekriert.
Wiewohl für die Kirchengemeinde bald viel zu klein, konnte die Graf-Arco-Kirche erst 1932 zugunsten des Neubaus aufgegeben werden. (Seit 1957 dient der Bau der ehemaligen Graf-Arco-Kirche als Hubertuskapelle der evangelischen Kirchengemeinde Berchtesgaden.)

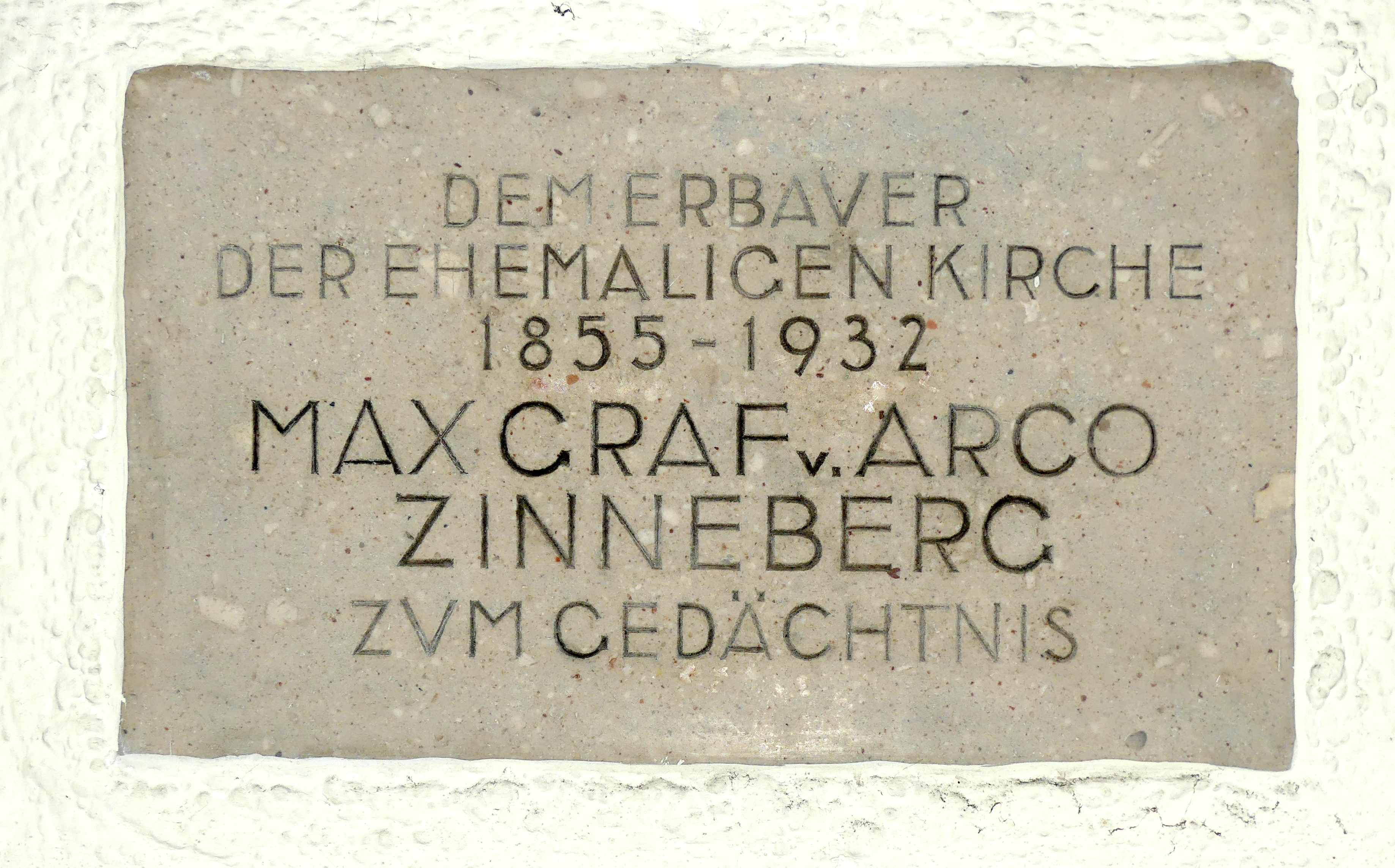
Gedenktafel an Graf Arco von Zinneberg
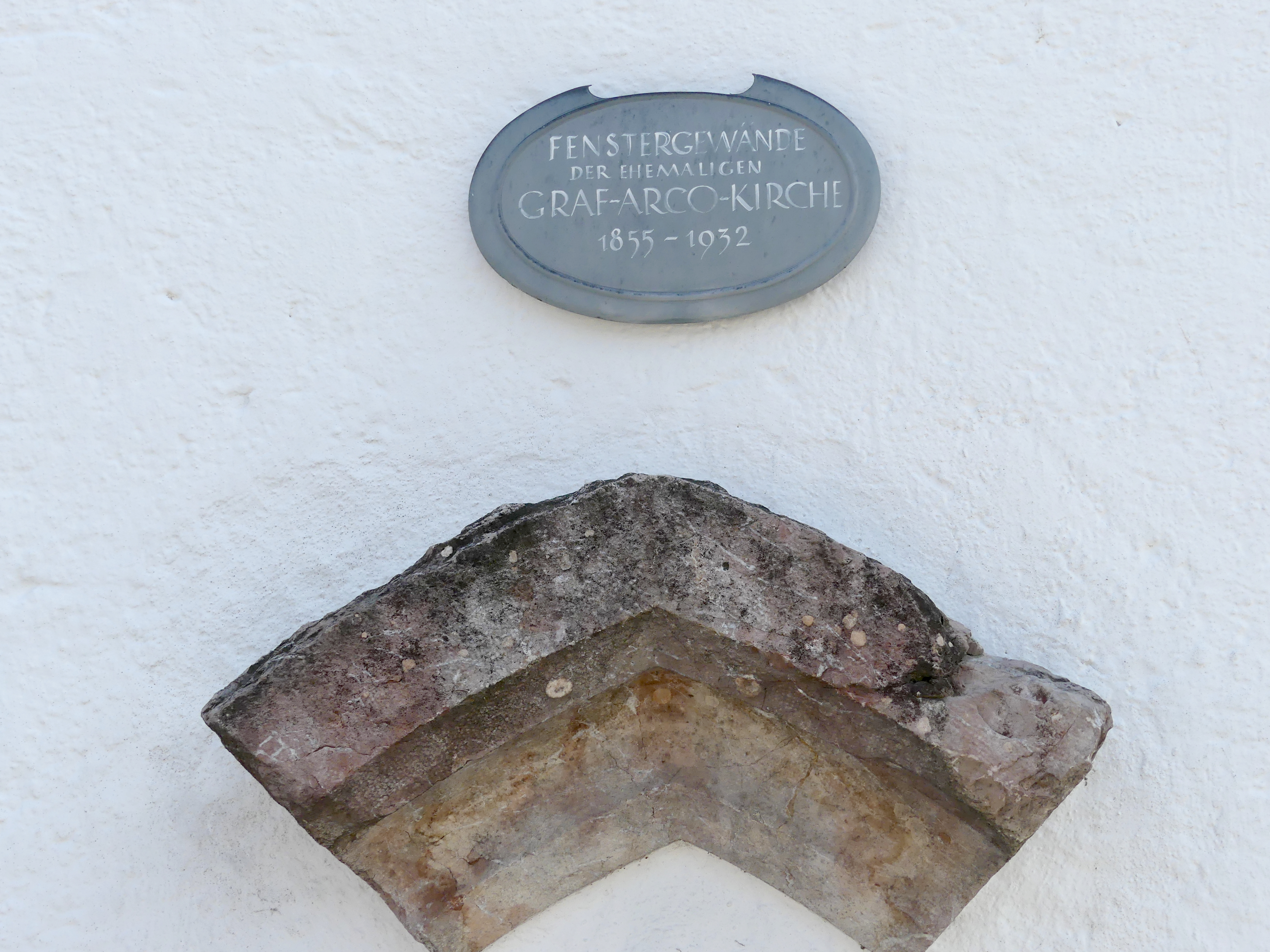
In die Außenwand integriertes Fenstergewände der Graf-Arco-Kirche
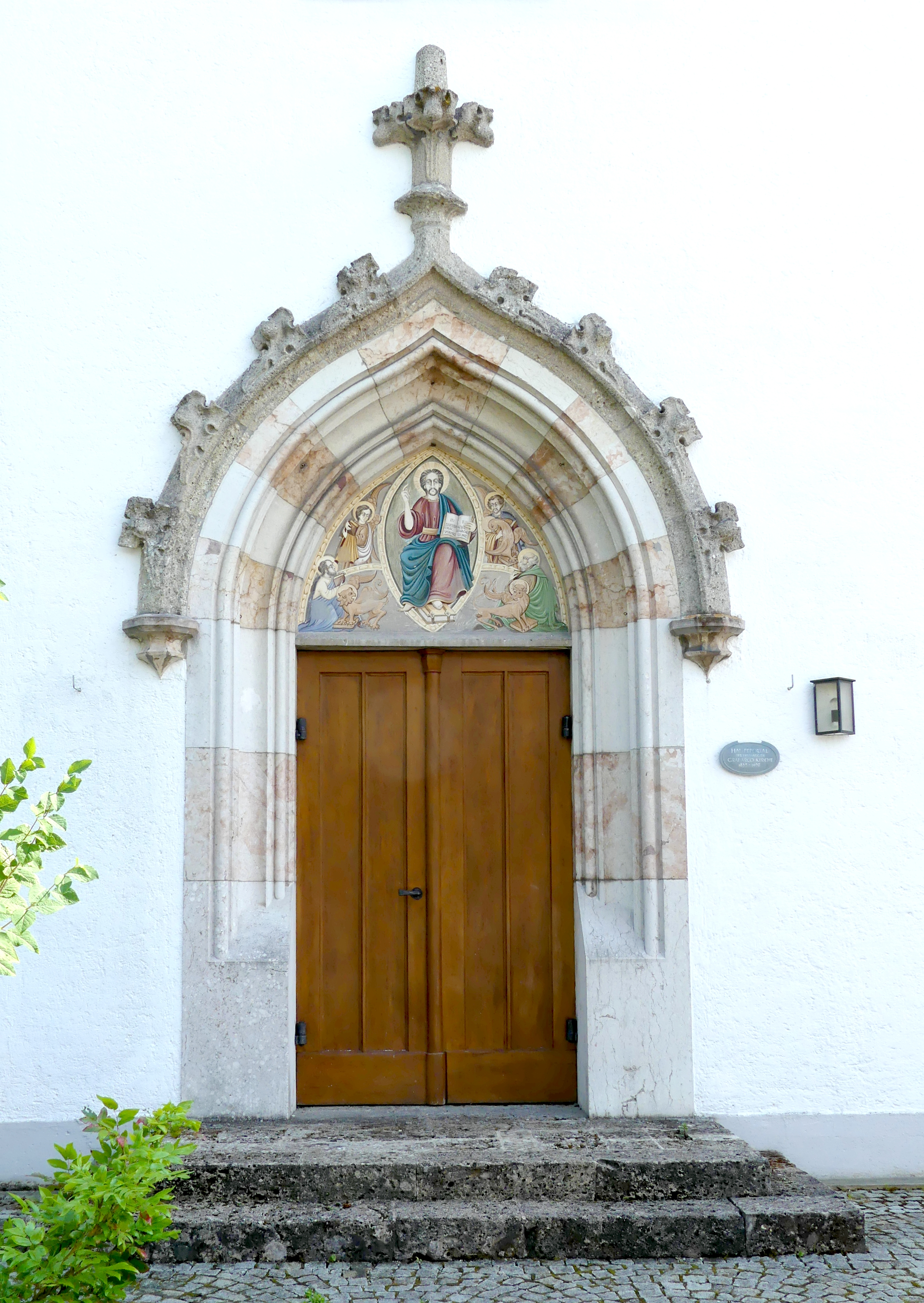
Ehemaliges Hauptportal der Graf-Arco-Kirche als Seiteneingang (unbenutzt)

### Neubau
Mit Unterstützung der Mutterpfarrei St. Andreas in Berchtesgaden ging dem Kirchenbau der Pfarrkirche Unterstein ab 1923 die Errichtung einer eigenen Seelsorgestelle bzw. Pfarrei in der vormaligen Gemeinde Schönau voraus, was 1927 in die Gründung eines Kirchenbauvereins mündete. 1928/29 wurde ein Expositurhaus und für den zuständigen Priester ein Wohnhaus errichtet und 1929 der Kirchbauplatz vom Forstamt Berchtesgaden erworben. 1930 fiel die Wahl auf Georg Buchner für den Kirchenbau als Architekt verantwortlich zu zeichnen und es erfolgte 1932 die Genehmigung der Eingabepläne durch das erzbischöfliche Ordinariat, das Kultusministerium und die Regierung von Oberbayern. Ausgeführt wurde der Kirchenbau mit dem ersten Spatenstich am 17. Juli 1932 durch die Berchtesgadener Firma Josef Amort. Die Grundsteinlegung nahm am 21. August 1932 Weihbischof Johannes Schauer vor, die Kirchweihe am 26. März 1933 Kardinal Michael von Faulhaber. Der Name bzw. das Patrozinium der Kirche leitet sich von dem Gedenktag  Gedächtnis der Schmerzen Mariens im Kirchenjahr der römisch-katholischen Kirche ab, der von Katholiken am 15. September begangen wird.
Aus der zum Teil abgebrochenen „Graf-Arco-Kirche“ (heute: Hubertuskapelle der evangelischen Kirchengemeinde Berchtesgaden) wurden Bauteile für den Neubau sowie die gesamte Inneneinrichtung übernommen.
1945 wurde die Seelsorgestelle zur Pfarrei erhoben und am 3. Dezember 1945 der erste Pfarrer für sie ernannt.
Die Pfarrkirche Mariä Sieben Schmerzen ist ein nachqualifiziertes Einzeldenkmal.

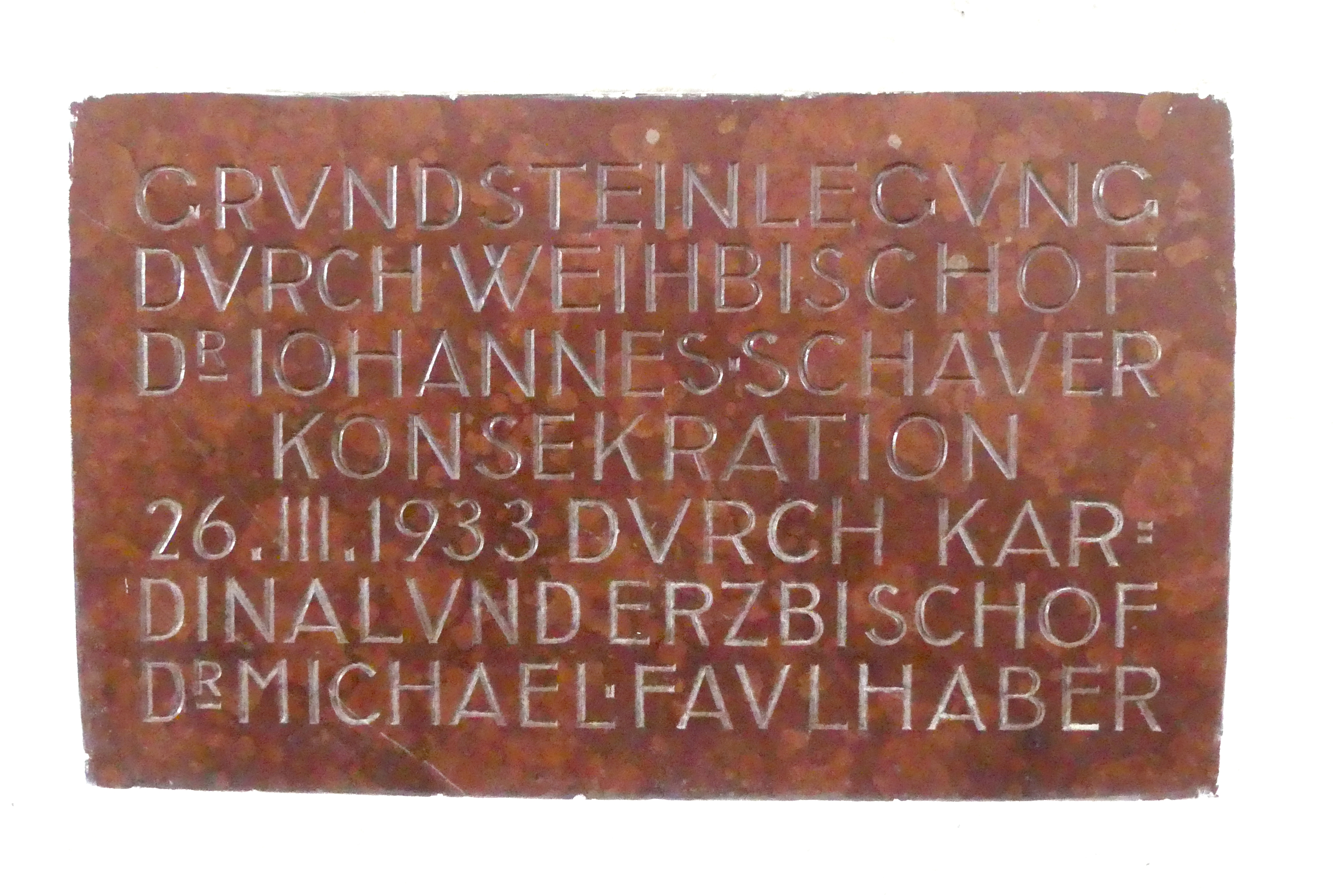
Grundstein
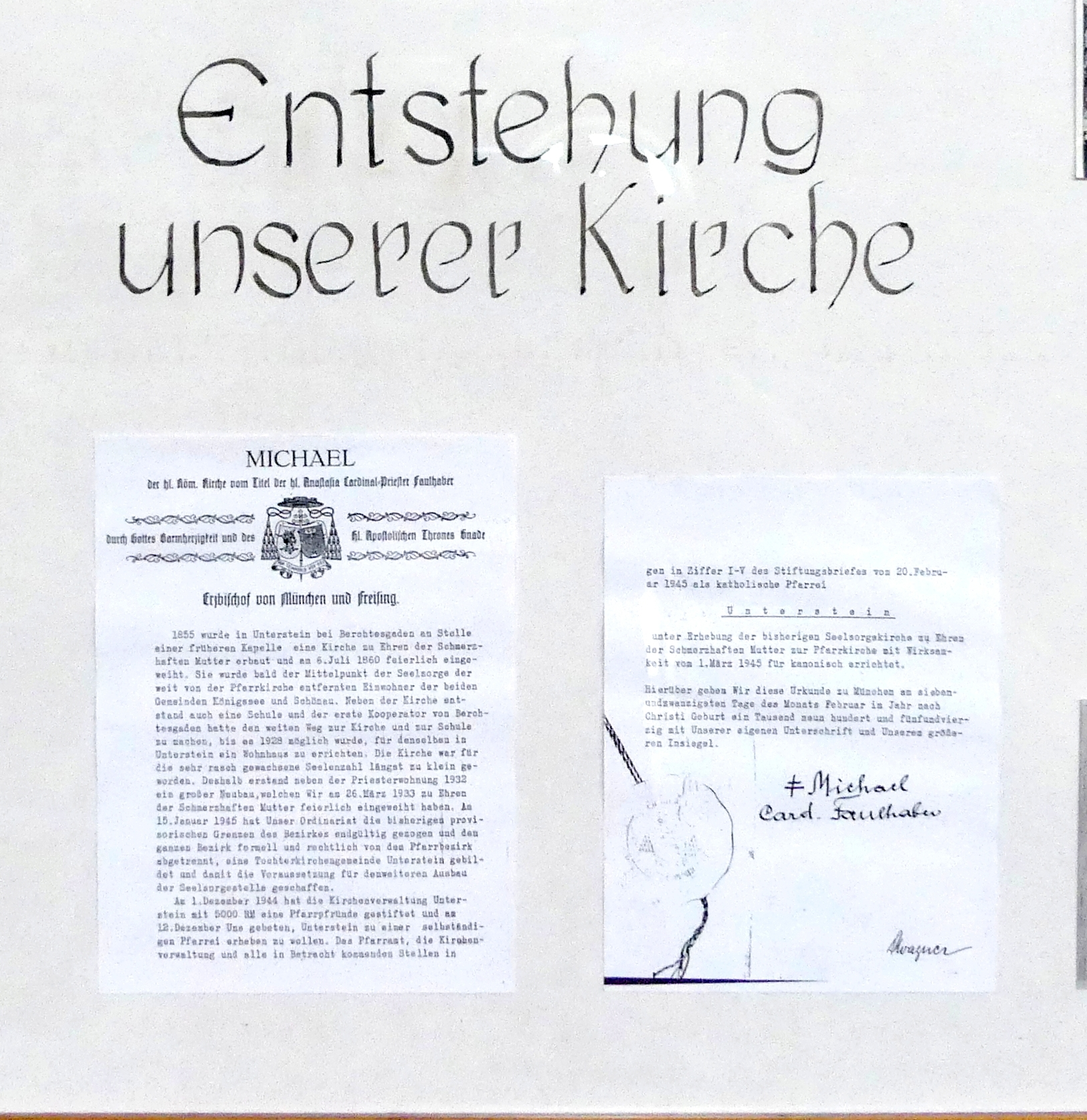
Zur „Entstehung unserer Kirche“, Aushang in der Pfarrkirche

## Ausstattung
Nahezu die gesamte Inneneinrichtung der Kirche entstammt der zum Teil abgebrochenen „Graf-Arco-Kirche“ (heute: Hubertuskapelle der evangelischen Kirchengemeinde Berchtesgaden).

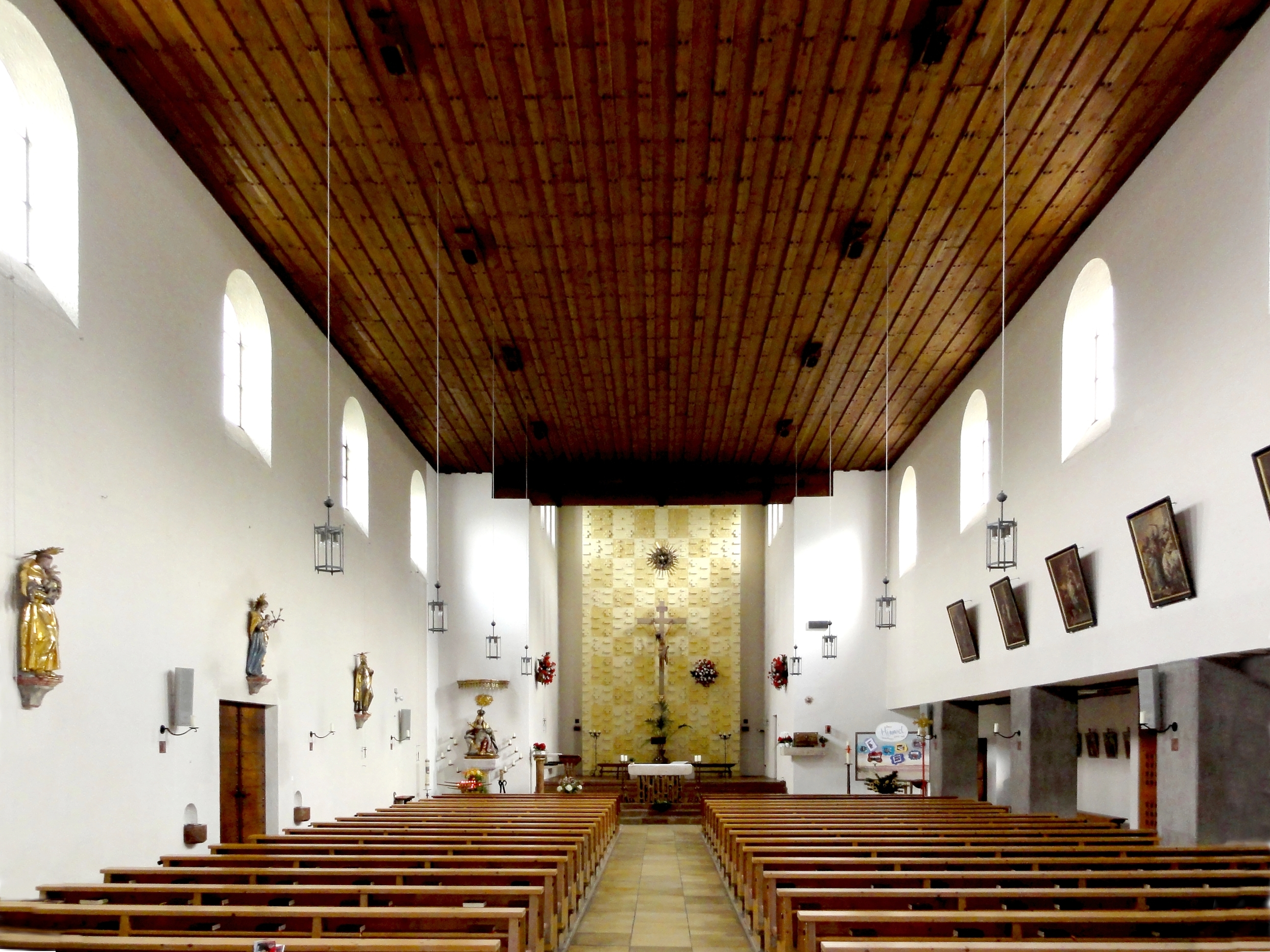
Blick zum Altar, Seitenwände mit Skulpturen und Gemälden
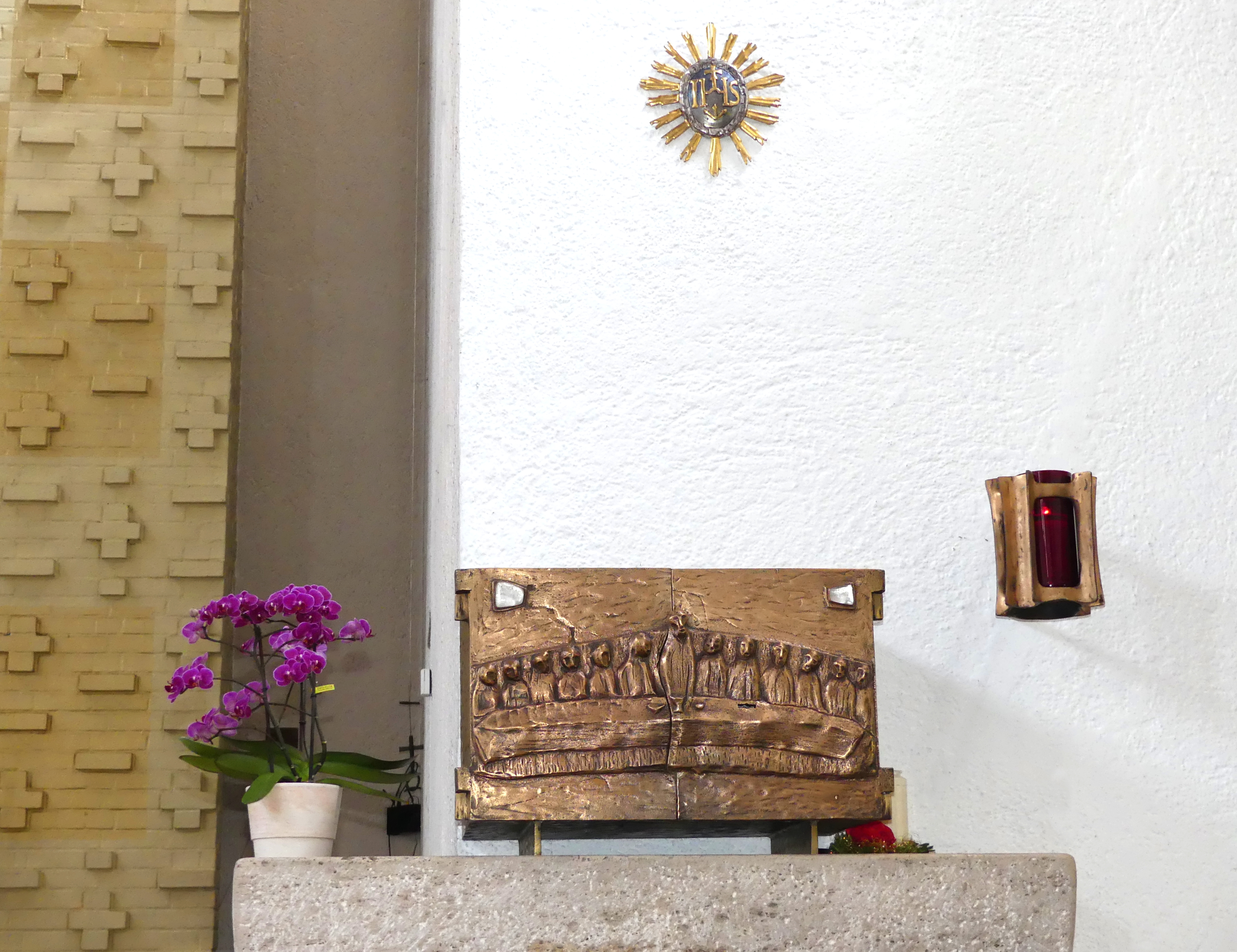
Tabernakel
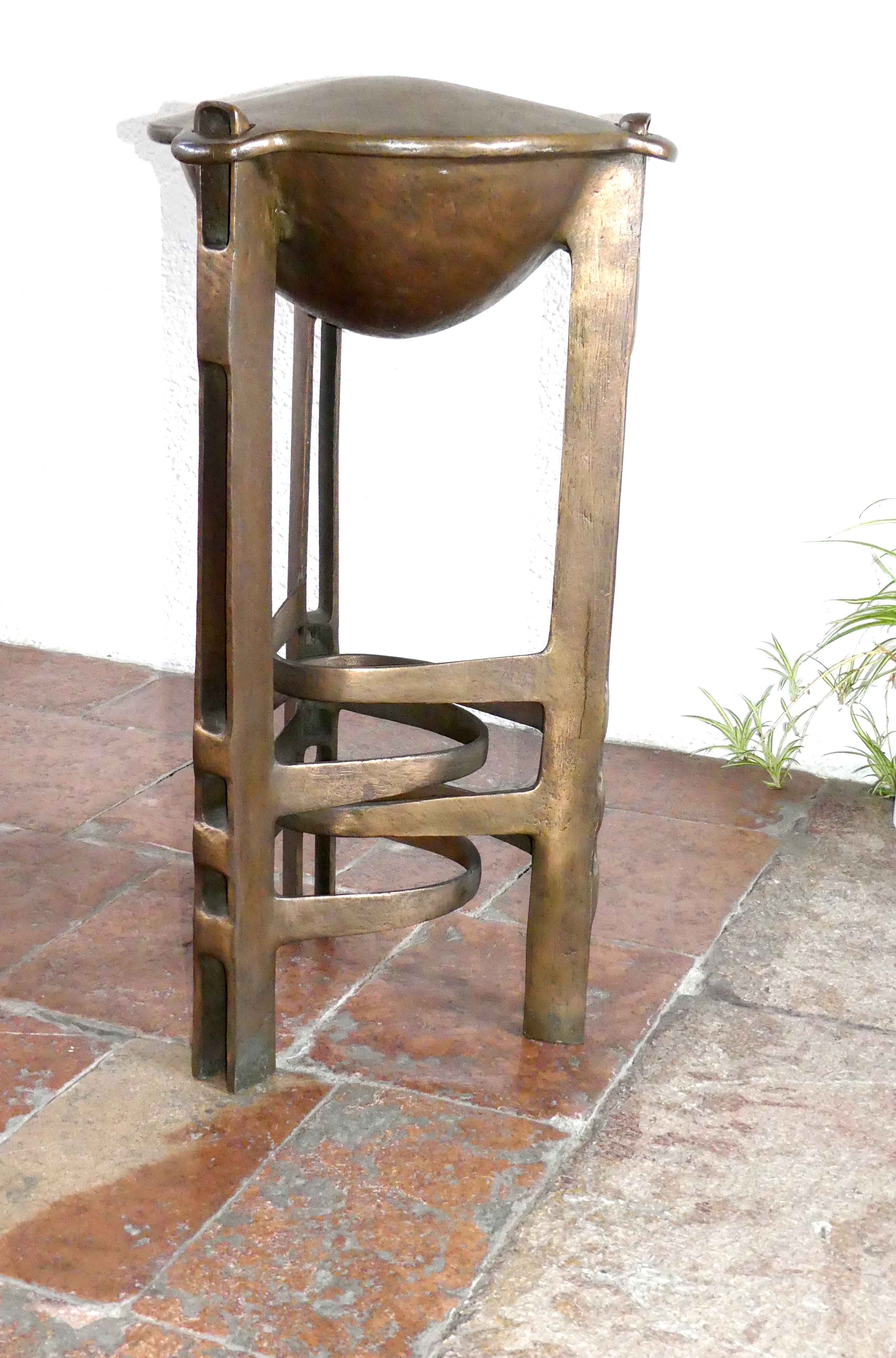
Taufbecken
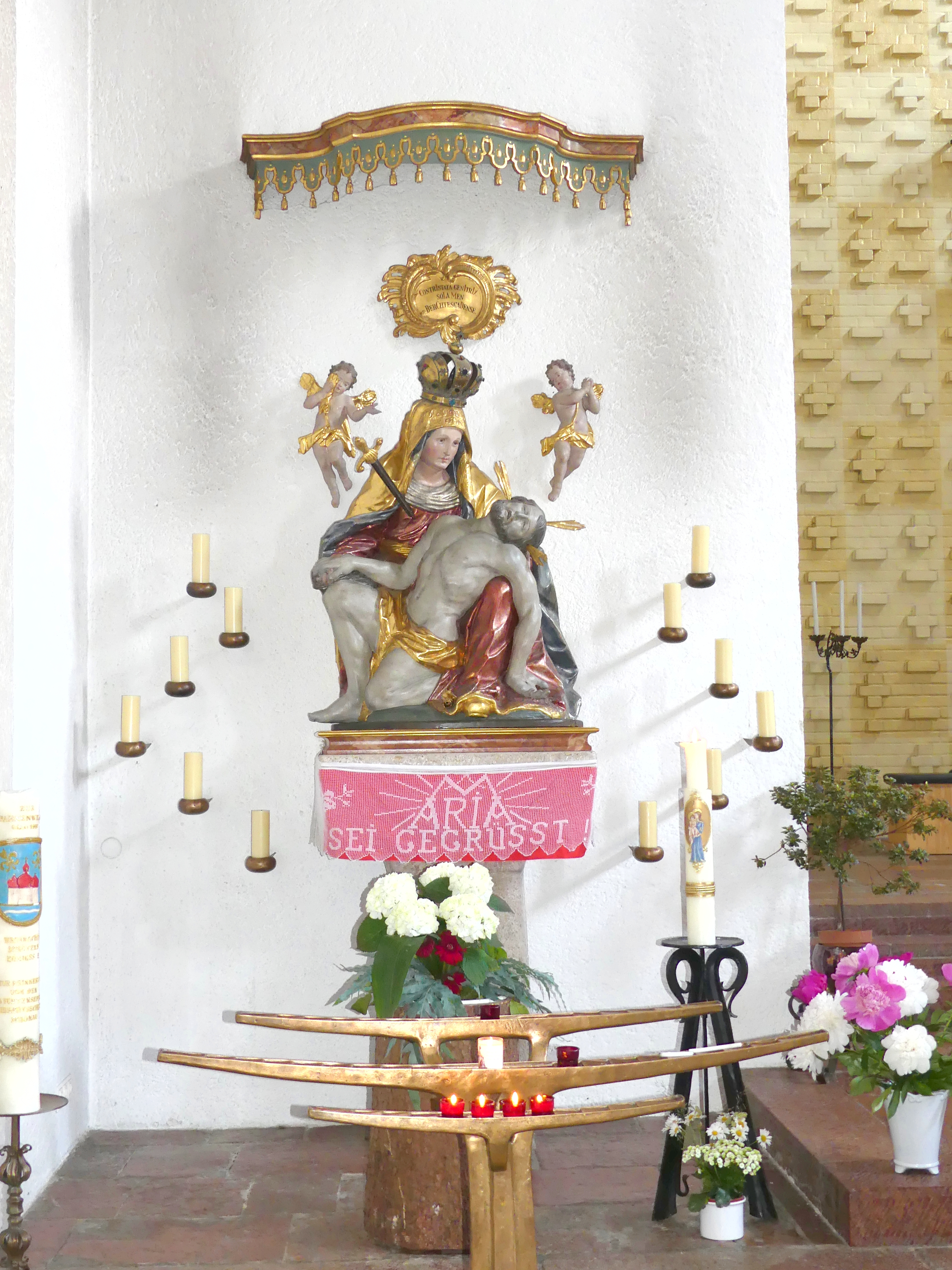
Marien-Seitenaltar
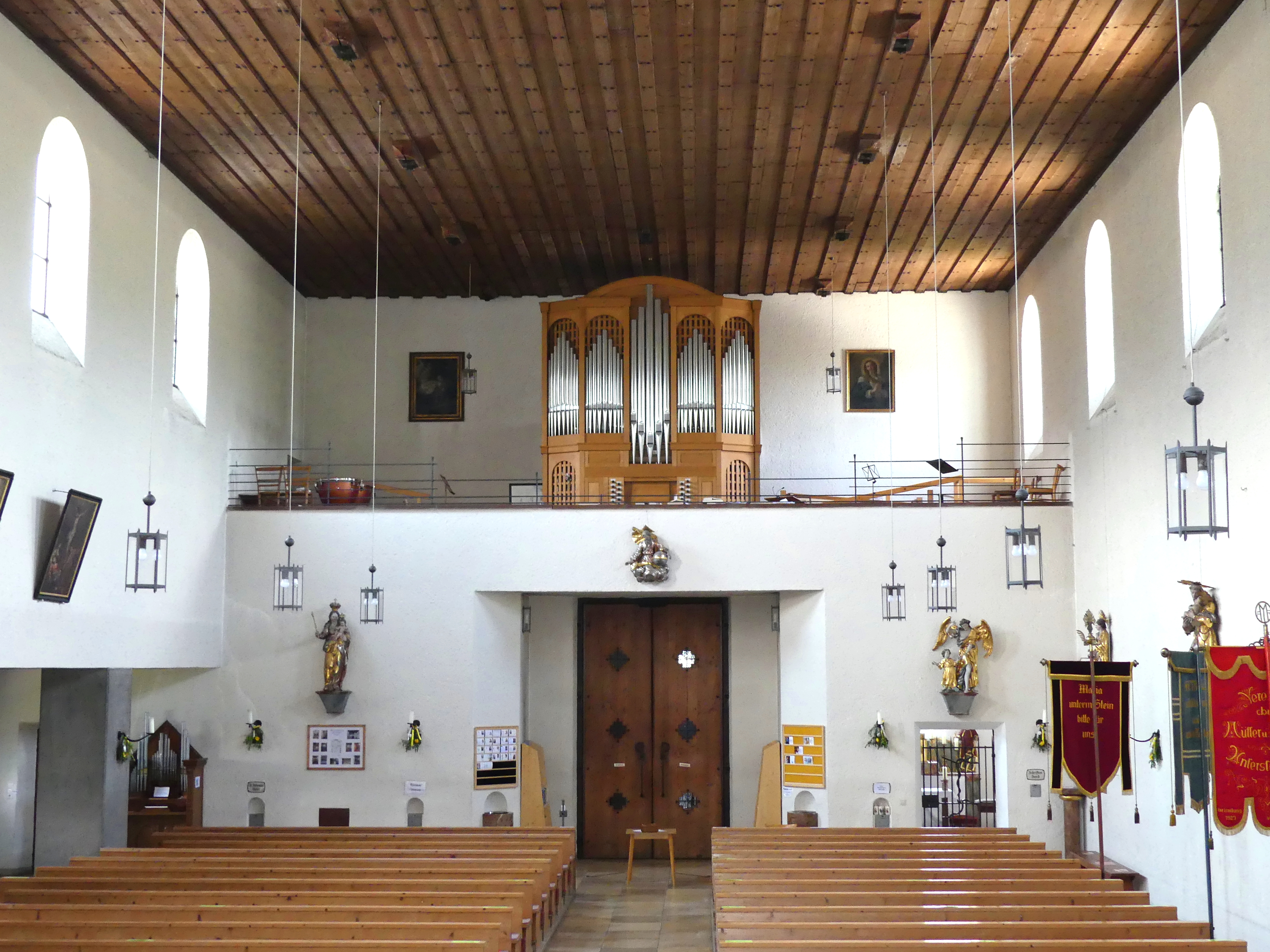
Blick auf Haupteingang, darüber Empore mit Orgel

In die Kirche integriert sind zwei Kapellen, eine mit Votivtafeln sowie eine Kriegergedächtniskapelle.

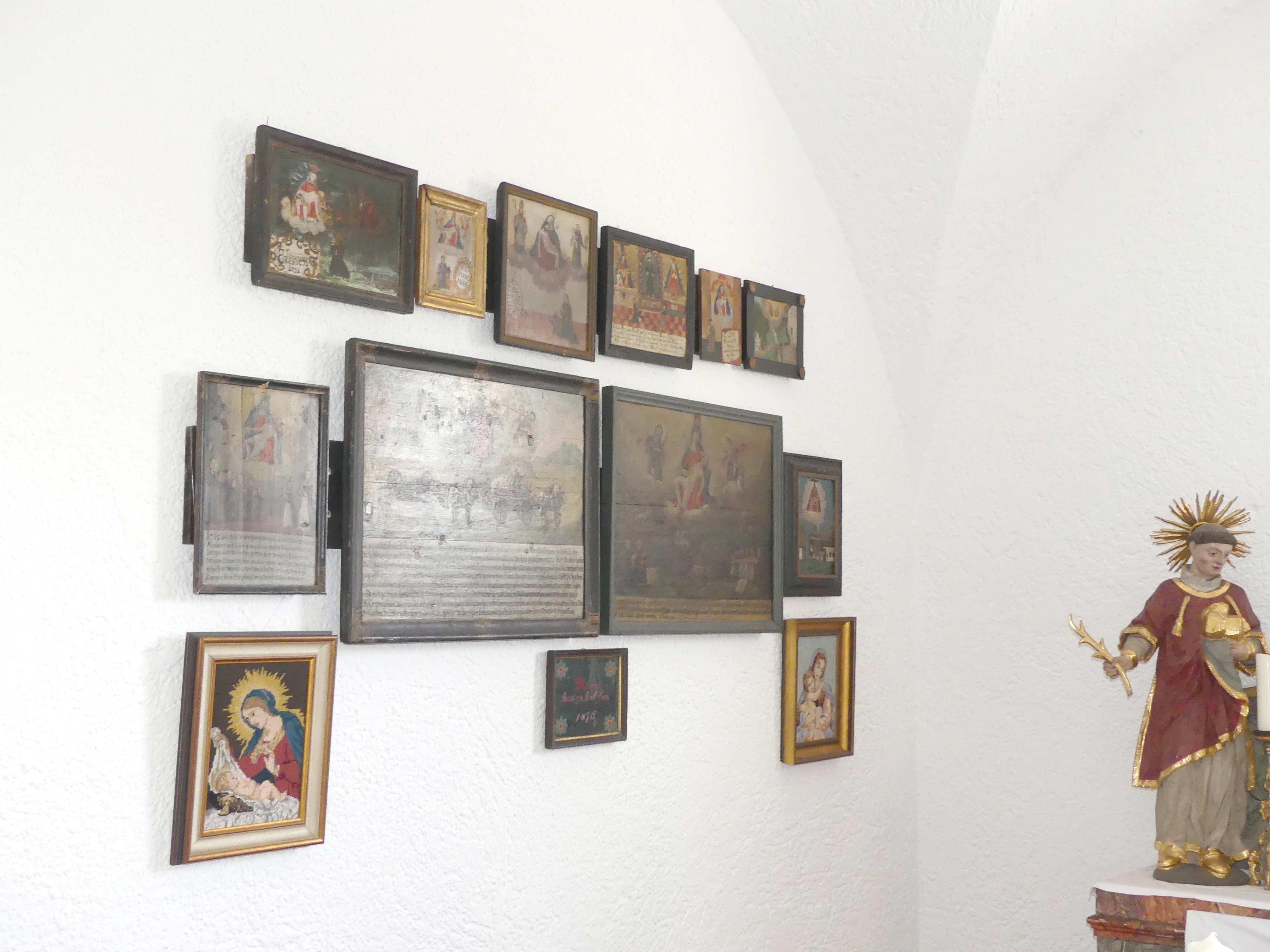
Kapelle mit Votivtafeln
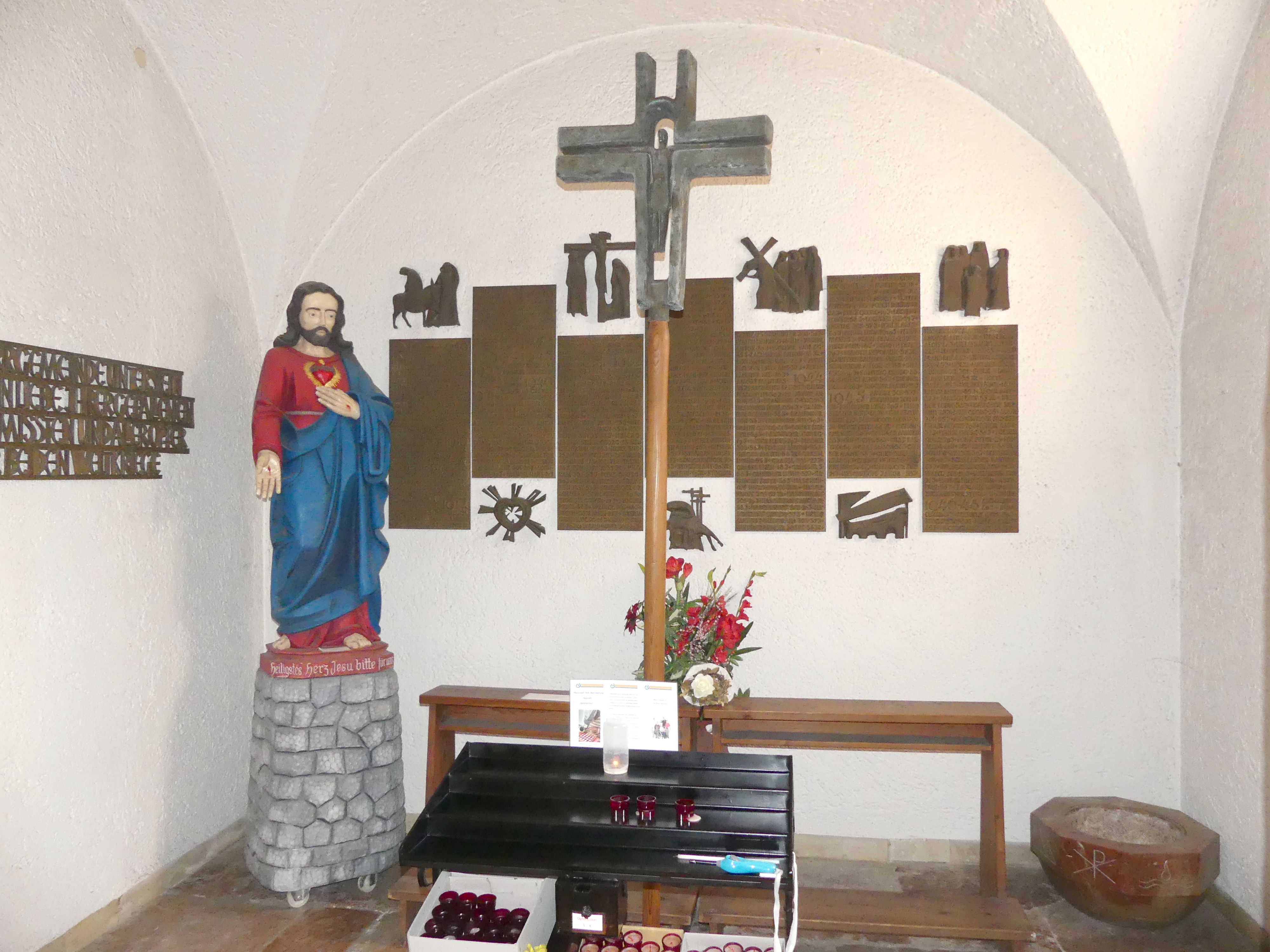
Kriegergedächtniskapelle